# Zolimidina
La zolimidina è un agente gastroprotettivo non-anticolinergico. Il farmaco è in grado di aumentare la quantità di muco nonché di migliorarne le caratteristiche. Viene somministrato in aggiunta a un farmaco antinfiammatorio non steroideo, come l'indometacina, per diminuire il rischio di lesioni gastriche.
Il valore della DL50 nel ratto è di 3710 mg/kg per via orale.
La zolimidina viene somministrata per os in dosi di 600 mg/die o per via rettale in dosi di fino a 1200 mg/die.